# Moščanci
Moščanci (Hongaars: Musznya, Duits: Mostre) is een plaats in Slovenië en maakt deel uit van de gemeente Puconci in de NUTS-3-regio Pomurska. De plaats telde 265 inwoners op 1 januari 2020.